# 1090
1090 (MXC) je bilo navadno leto, ki se je po julijanskem koledarju začelo na torek.

## Dogodki

### Slovenija
- 16. junij - Umrlega prvega krškega škofa Güntherja iz Krappfelda nasledi Bertold iz Selč.
- Umrlega koroškega vojvodo in veronskega markiza Luitpolda Eppensteina nasledi brat Henrik III. Eppenstein, ki že ima v posesti Krajnsko in Istrsko marko.

### Ostalo po svetu
- Rekonkvista: almoravidski sultan Jusuf ibn Tašfin se ponovno odpravi v Andaluzijo, tokrat z namenom, da si podredi muslimanska kraljestva. Ljudstvo in islamski učenjaki ga zaradi njegove pravovernosti navdušeno sprejmejo, lokalno plemstvo nekoliko manj, vendar so se prisiljeni ukolniti. Na prvem mestu nemudoma odpravi vse tributarne dajatve krščanskim kraljestvom in iz priviligiranih služb odpusti vse Jude.
- Markiza Matilda Toskanska se vdrugo poroči s 26 let mlajšim bodočim bavarskim vojvodom Velfom II. z namenom, da okrepi vezi med propapeško stranko. Soprog ni posebno privlačen in tudi ne politično zvest.
- Začetki trubadurstva v Provansi.
- Ker je bojevito beduinsko pleme Banu Hilal spremenilo prej rodovitno notranjost hamadidskega kraljestva v pašnike, hamadidski kralj Mansur ibn Nasir za novo prestolnico izbere obalno mesto Bedžaja.

## Rojstva
- protipapež Anaklet II. († 1138)
- Arnold iz Brescie, italijanski pridigar in politični voditelj († 1155)
- Bernard iz Clairvauxa, francoski cistercijanski menih, teolog, mistik in agitator († 1153)
- Eliezer ben Nathan, nemški judovski pesnik († 1170)
- Erik II., danski kralj († 1137)
- Frederik II., švabski vojvoda († 1147)
- Hugo Primas, francoski pesnik v latinščini († 1160)
- Niklot, poganski knez Obodritov († 1160)
- Qin Hui, kitajski kancler pod dinastijo Song († 1155)
- Predskava Kijevska, ogrska kraljica
- Rupert I., grof Nassaua († 1154)
- Sigurd Križar, norveški kralj, voditelj norveškega križarskega pohoda 1107 († 1130)
- Sobeslav I., češki vojvoda († 1140)
- Teobald iz Beca, canterburyjski nadškof († 1161)
- Udo I. Thüringenski, naumburški škof in križar († 1148)
- Vilijem iz Conchesa, francoski filozof in teolog († 1154)

## Smrti
- 12. maj - Luitpold Eppenstein, koroški vojvoda, mejni grof Verone (* 1050)
- 16. junij - Günther iz Krappfelda, 1. krški škof
- 6. oktober - Adalbero iz Würzburga, avstrijski nadškof in svetnik (* 1010)
- Janez Italski, bizantinski filozof (* 1025)